# Большелугское муниципальное образование
Большелугское муниципальное образование — сельское поселение в Шелеховском районе Иркутской области Российской Федерации.
Административный центр — посёлок Большой Луг.

## Границы
Согласно закону «О статусе и границах муниципальных образований Шелеховского района Иркутской области» 

«…С северной стороны Большелугское муниципальное образование граничит с Олхинским муниципальным образованием, граница проходит по кварталам 67, 68, 69, 70, 71, 72, 73 Олхинского лесничества Шелеховского лесхоза, далее граница включает оздоровительный лагерь «Металлург» и идёт в восточном направлении, пересекая пути ВСЖД и автодорогу «Олха - Большой Луг» до углового столба кварталов 63/74 Олхинского лесничества. Далее граница проходит по западной стороне 74 квартала и далее в восточном направлении с включением кварталов 84, 85, 86, 87, 77, 78 Олхинского лесничества. С восточной стороны граница Большелугского муниципального образования проходит по границе Шелеховского района, включая кварталы Олхинского лесничества 78, 90, 113, 124, 131, 149, далее по восточной границе подсобного хозяйства ОАО Иркутсккабель, далее включая кварталы 184, 210, 216, 215, 214 Олхинского лесничества Шелеховского лесхоза. На юге Большелугское муниципальное образование граничит с Подкаменским муниципальным образованием. Граница проходит по кварталам 213, 212, 211, 205, 204, 203, 202, 201, 200,197, 196, 194, 192, 191, 190, 189, 188, 187, 186 Олхинского лесничества Шелеховского лесхоза. С западной стороны Большелугское муниципальное образование граничит с Шаманским муниципальным образованием. Граница проходит по западной стороне квартала 186 Олхинского лесничества и далее, исключая земли занятые садоводствами и территорию села Моты, по восточной полосе отвода автодороги «Иркутск- Чита», включая кварталы 91, 67 Олхинского лесничества.».

## История
Статус и границы городского поселения установлены Законом Иркутской области от 16 декабря 2004 года № 89-оз «О статусе и границах муниципальных образований Шелеховского района Иркутской области». 
Законом Иркутской области от 11.12.2019 № 125-ОЗ «О преобразовании Большелугского муниципального образования Шелеховского района Иркутской области» оно было преобразовано в сельское поселение.

## Население
| 2010  | 2011  | 2012  | 2013  | 2014  | 2015  | 2016  |
| ----- | ----- | ----- | ----- | ----- | ----- | ----- |
| 5182  | ↗5203 | ↗5248 | ↗5311 | ↗5379 | ↗5422 | ↗5475 |
| 2017  | 2021  |       |       |       |       |       |
| ↗5516 | ↘4531 |       |       |       |       |       |

## Состав
| № | Населённый пункт | Тип населённого пункта | Население |
| - | ---------------- | ---------------------- | --------- |
| 1 | Большой Луг      | посёлок                | ↘4472     |
| 2 | Огоньки          | посёлок                | ↘41       |
| 3 | Орлёнок          | посёлок                | →15       |
| 4 | Рассоха          |                        | ↘59       |
| 5 | Ягодный          | посёлок                | ↘48       |

### Упразднённые  населённые пункты
посёлок Таёжный упразднён в 2024 году.